# Apalus subfasciatus
Apalus subfasciatus là một loài bọ cánh cứng trong họ Meloidae. Loài này được Pic mô tả khoa học năm 1922.